# São José Esporte Clube
El São José Esporte Clube es un club de fútbol de Brasil, de la ciudad de São José dos Campos, en São Paulo. Fue fundado en 13 de agosto de 1933 y juega en el Campeonato Paulista de Serie A2.

## Historia
São José Esporte Clube fue fundado el 13 de agosto de 1933, en la ciudad de São José dos Campos, Sao Paulo. En 1980, São José ganó Campeonato Paulista de Segunda División, y al año siguiente jugó en primera división. El club ganó el Vicecampeonato Paulista en 1989, derrotado por São Paulo en la final.

## Uniforme
- Uniforme titular: Camiseta azul, pantalón blanco, medias blancas.
- Uniforme alternativo: Camiseta blanca, pantalón azul, medias blancas.

## Jugadores
- Emerson Leão
- Roque Júnior
- Tião Marino
- Beto Fuscão

## Palmarés

### Torneos nacionales
- Campeonato Brasileño de Serie B: −
  - Subcampeón: 1989

### Torneos estaduales
- Campeonato Paulista Serie A2 (2): 1972, 1980
  - Subcampeón: 1987, 2000
- Campeonato Paulista Serie A3 (1): 1965
  - Subcampeón: 2006, 2023
- Campeonato Paulista de Segunda División (2): 1964, 2020
- Copa Paulista: −
  - Subcampeón: 2023

### Torneos regionales
- Torneio Rui Dória (1): 1966
- Torneio do Vale do Paraíba (1): 1967
- Copa Vale do Paraíba (1): 1996